# Choctaw County (Oklahoma)
Das Choctaw County ist ein County im US-Bundesstaat Oklahoma. Das U.S. Census Bureau hat bei der Volkszählung 2020 eine Einwohnerzahl von 14.204 ermittelt. Der Verwaltungssitz (County Seat) ist Hugo, das nach dem französischen Dichter Victor Hugo benannt wurde.

## Geographie
Das County liegt im Südosten von Oklahoma, grenzt im Süden an Texas und hat eine Fläche von 2.074 Quadratkilometern, wovon 69 Quadratkilometer Wasserfläche sind. Es grenzt an folgende Countys: 
| Atoka County | Pushmataha County    |                          |
| Bryan County |                      | McCurtain County         |
|              | Lamar County (Texas) | Red River County (Texas) |

## Geschichte
Das Choctaw County wurde am 16. Juli 1907 als Original-County aus Choctaw-Land gebildet. Benannt wurde es nach dem nordamerikanischen Indianervolk der Choctaw. 
Bereits 1821 gab es in diesem Gebiet einen Handelsposten und 1854 wurde ein Militärposten errichtet. In dem ehemaligen Verwaltungsgebäude der Choctaw wurde nach dem Amerikanischen Bürgerkrieg der letzte General der Konföderierten gefangen genommen. In der Nähe des alten Militärpostens erbaute man 1832 ein zweigeschossiges Blockhaus, das älteste heute noch existierende Gebäude Oklahomas – das Old Chiefs House – für den damaligen Distriktleiter Thomas Le Flore, nach dem auch das Le Flore County benannt wurde. Nach dem Bürgerkrieg diente es als erste Schule für Schwarze. Ebenfalls im County befindet sich das Goodland Presbyterian Children's Home, die älteste durchgehend geöffnete Institution in Oklahoma und das älteste protestantische Kinderheim der USA.

### Historische Objekte

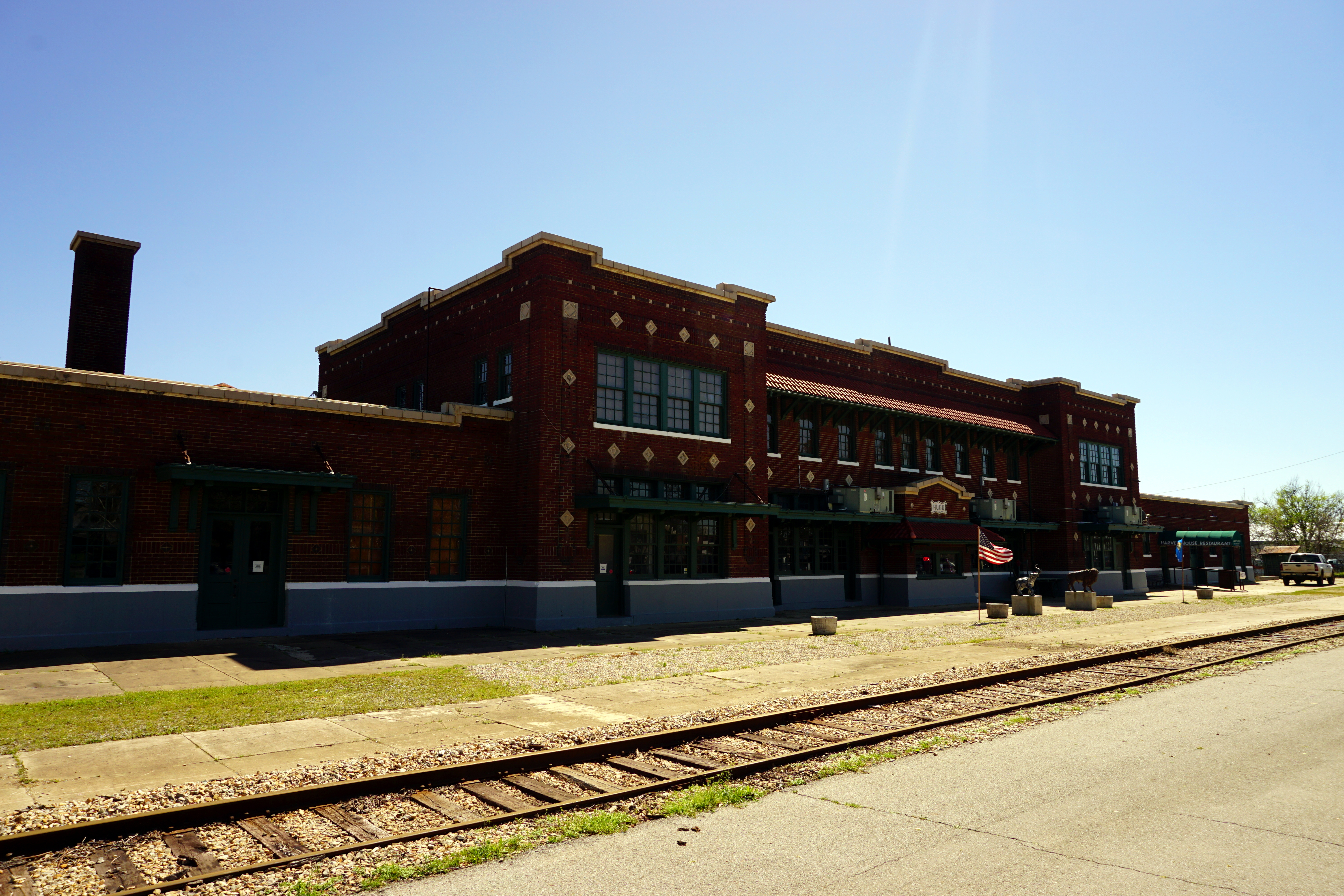
Hugo Frisco Railroad Depot (2016)

In Hugo befindet sich das Hugo Frisco Railroad Depot (auch bekannt als Frisco Depot). Das Bahnbetriebswerk wurde am 6. Juni 1980 vom National Register of Historic Places (NRHP) als historisches Bauwerk mit der Nummer 80003259 aufgenommen.
Insgesamt sind 13 Bauwerke und Stätten des Countys im NRHP eingetragen (Stand 27. Mai 2018).

## Demografische Daten
Nach der Volkszählung im Jahr 2010 lebten im Choctaw County 15.205 Menschen in 6.317 Haushalten. Die Bevölkerungsdichte betrug 7,6 Einwohner pro Quadratkilometer. 
Ethnisch betrachtet setzte sich die Bevölkerung zusammen aus 64,9 Prozent Weißen, 10,9 Prozent Afroamerikanern, 16,5 Prozent amerikanischen Ureinwohnern, 0,3 Prozent Asiaten sowie aus anderen ethnischen Gruppen; 6,6 Prozent stammten von zwei oder mehr Ethnien ab. Unabhängig von der ethnischen Zugehörigkeit waren 2,8 Prozent der Bevölkerung spanischer oder lateinamerikanischer Abstammung.
In den 6.317 Haushalten lebten statistisch je 2,31 Personen. 
24,6 Prozent der Bevölkerung waren unter 18 Jahre alt, 57,8 Prozent waren zwischen 18 und 64 und 17,6 Prozent waren 65 Jahre oder älter. 52,4 Prozent der Bevölkerung war weiblich.

Das jährliche Durchschnittseinkommen eines Haushalts lag bei 26.803 USD. Das Prokopfeinkommen betrug 16.486 USD. 26,1 Prozent der Einwohner lebten unterhalb der Armutsgrenze.

## Städte und Gemeinden
City
- Hugo

Towns
- Boswell
- Fort Towson
- Sawyer
- Soper